# Kruispoort (Brugge)

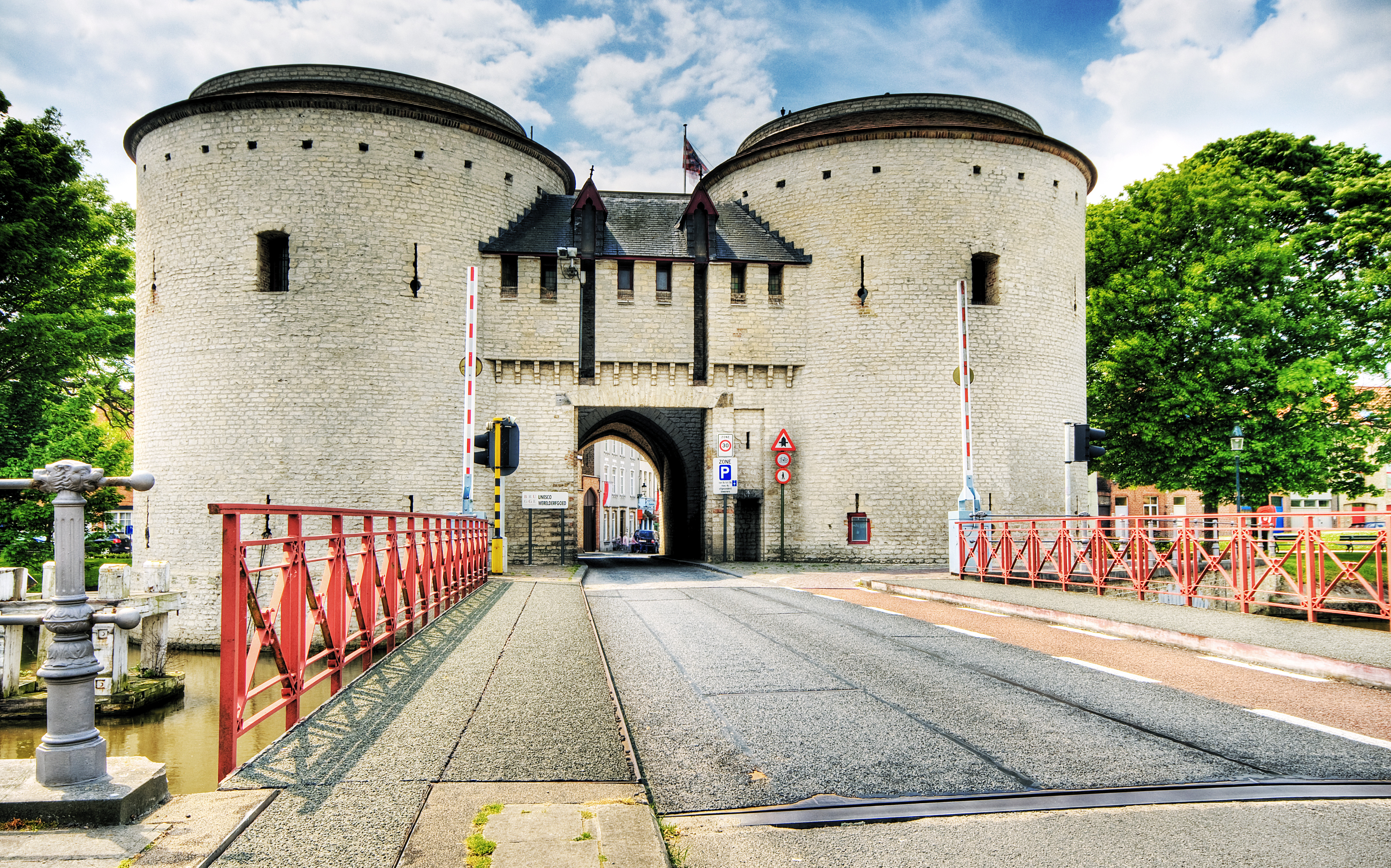
Kruispoort gezien van buiten de vesten

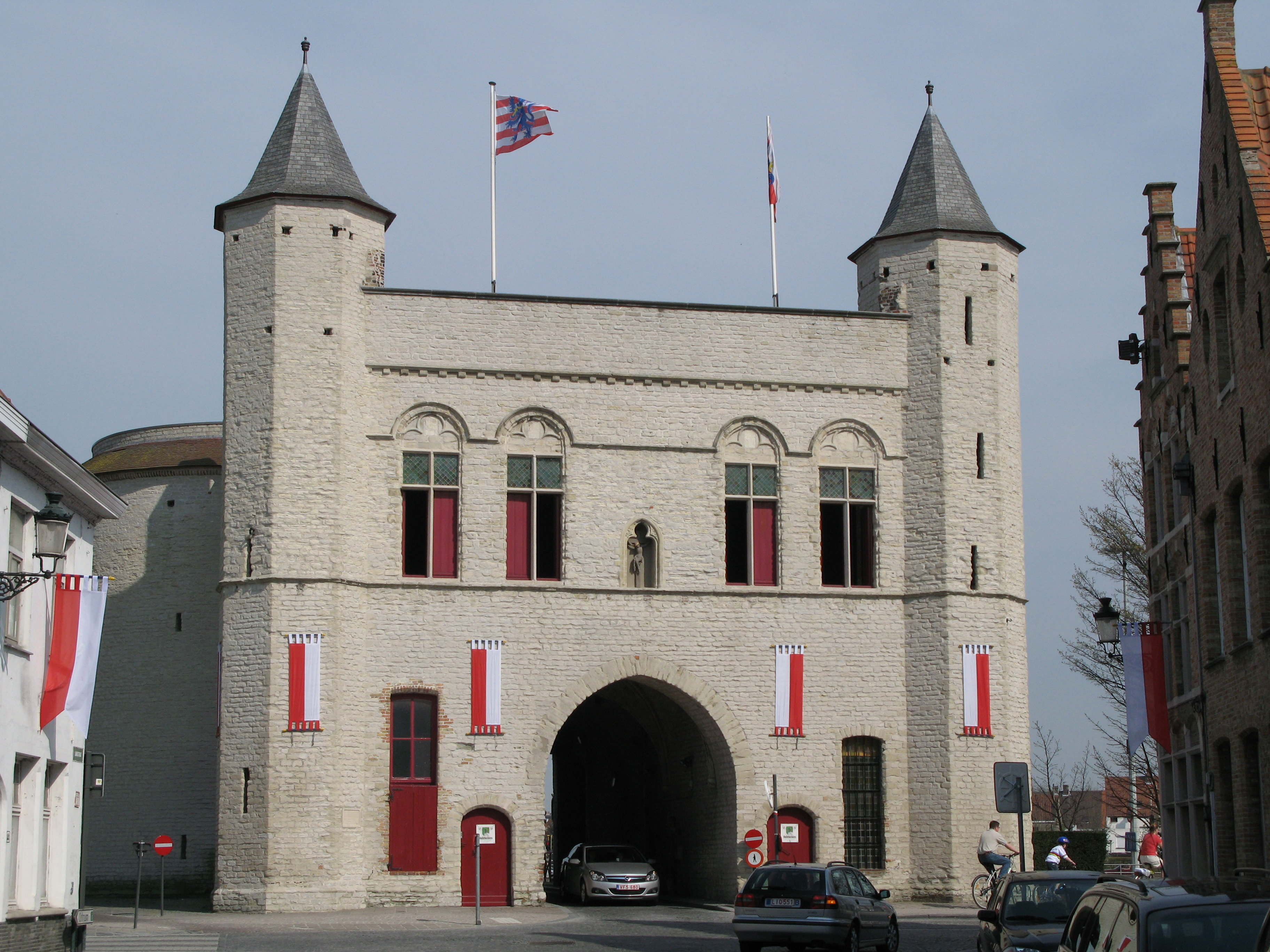
Kruispoort gezien van binnen de vesten

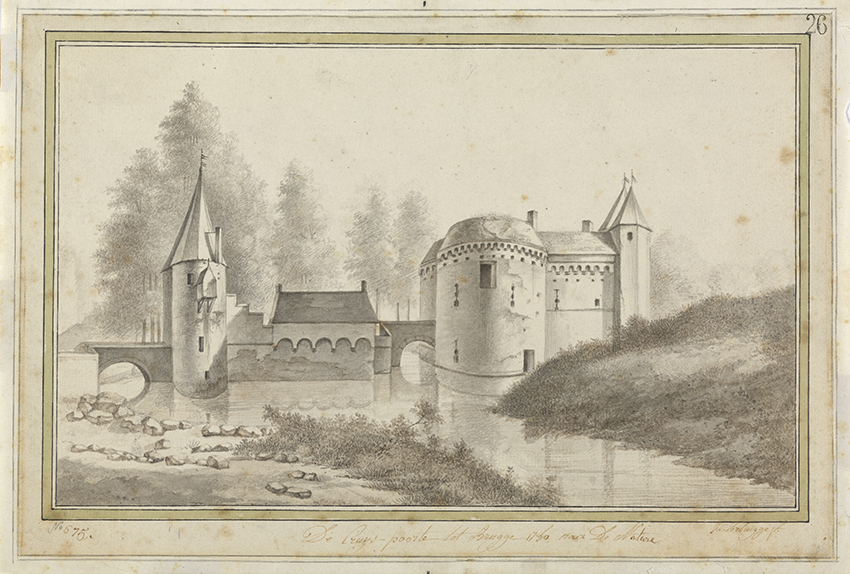
De Kruispoort in 1780, tekening door Jean Charles Verbrugge (Groeningemuseum).

De Kruispoort in Brugge is een van de overgebleven stadspoorten en is een getuige van de middeleeuwse militaire architectuur. 

## Geschiedenis
De eerste poort (1297-1304) op deze plek was onderdeel van de tweede Brugse stadsomwalling uit 1297. In 1366 werd een nieuwe poort opgericht, naar het ontwerp van de meester-metselaars Mathias Saghen en Jan Slabbaerd, die ook de Smedenpoort en de Ezelpoort bouwden. Deze poort werd in 1382 afgebroken, na de inname van de stad door de Gentenaars, onder de leiding van Filips van Artevelde. 
Tot de bouw van de huidige poort werd door de Brugse stadsmagistraat beslist in 1400. De meesters-metselaars Jan van Oudenaerde en Maarten van Leuven werden als ontwerpers en bouwheren aangesteld. Tegen 1406 was het gebouw klaar.
Het oorspronkelijke complex bestond uit een hoofdgebouw (twee zware ronde torens met weermuren, een voorzaal en een hoge bovenbouw), met daarbij een voorpoort, acht torens en twee bruggen.  In 1760 werd de voorpoort gesloopt en niet meer herbouwd.
Ter hoogte van de Kruispoort lopen twee Kruispoortbruggen over de Ringvaart.
Na de Tweede Wereldoorlog en tot in 1988 herbergde de Kruispoort een bescheiden Oorlogsmuseum, terwijl ook nog een gedeelte door een huisbewaarder was bewoond. De (herboren) Brugse schermersvereniging, genaamd Sint-Michielsgilde of Hallebardiers is sinds het einde van de twintigste eeuw in de Kruispoort gevestigd.